# بابین پوتوک (پروکوپیه)
بابین پوتوک (به صربی: Babin Potok) یک روستا در صربستان است که در پروکوپلیه واقع شده‌است. بابین پوتوک ۶۷۴ نفر جمعیت دارد.